# Ratpenat cuallarg de Sanborn
El ratpenat cuallarg de Sanborn (Eumops hansae) és una espècie de ratpenat de la família dels molòssids que es troba a Bolívia, el Brasil, Colòmbia, Costa Rica, Guaiana, Hondures, Mèxic (Chiapas), Panamà, el Perú i Veneçuela.